# Zajezierze (jezioro w powiecie łobeskim)
Zajezierze (Jezioro Przytońskie, niem. Hintersee) – jezioro na Pojezierzu Ińskim, położone w woj. zachodniopomorskim, w powiecie łobeskim, w gminie Węgorzyno.
Powierzchnia zwierciadła wody wynosi 65,8 ha. Objętość wody w zbiorniku wynosi 5014,8 tys. m³.
Według danych regionalnego zarządu gospodarki wodnej dominującymi gatunkami ryb w wodach Zajezierza są: płoć, leszcz, szczupak pospolity. Pozostałymi gatunkami ryb występującymi w jeziorze są: okoń europejski, węgorz europejski, ukleja, lin, karaś złocisty, wzdręga.
W 1998 roku dokonano badań czystości wody Zajezierza, gdzie oceniono stan wód na II klasę czystości, a jezioro otrzymało II kategorię podatności na degradację biologiczną.
Administratorem wód Zajezierza jest Regionalny Zarząd Gospodarki Wodnej w Szczecinie. 
Na wodach Zajezierza obowiązuje zakaz używania jednostek pływających z napędem spalinowym. 
Jezioro znajduje się w zlewni rzeki Reskiej Węgorzy. Od zachodniego brzegu z jeziora wypływa struga Krzeszna biegnąca w kierunku jeziora Przytoń.
Nad północnym brzegiem Zajezierza leży wieś Przytoń.
W 1955 roku zmieniono urzędowo niemiecką nazwę jeziora – Hintersee, na polską nazwę – Jeziorko. W 2006 roku Komisja Nazw Miejscowości i Obiektów Fizjograficznych w wykazie hydronimów przedstawiła nazwę Zajezierze.